# Culture des céréales dans les années 1860
Cet article présente l'histoire de la culture des céréales dans les années 1860.

## Années 1860
Le prix constaté du blé stagne au cours de la décennie en France, selon l'économiste Jean Fourastié. Il baisse si l'on prend en compte l'évolution parallèle du salaire horaire mais connait une flambée de près de 80 % entre 1868 et 1867, du fait de très mauvaises récoltes et après la crise de 1866 :
| Années                                     | 1860 | 1861 | 1862 | 1863 | 1864 | 1865 | 1866 | 1867 | 1868 | 1869 |
| Prix réel (ajusté du salaire horaire)      | 26,9 | 32,4 | 30,5 | 25,5 | 23,6 | 21,9 | 26,3 | 34,7 | 34   | 26,6 |
| Prix observé du quintal de blé (en francs) | 131  | 158  | 145  | 122  | 113  | 102  | 122  | 162  | 155  | 121  |

Les cours du blé en Angleterre de 1863 à 1867 :
| Années                                                           | 1862 | 1863 | 1864 | 1865 | 1866 | 1867 |
| Prix moyen en Angleterre, en shilling par Quart (unité) de tonne | 55   | 44   | 40   | 41   | 49   | 64   |

À Chicago, le prix du blé croît au rythme de 6,5 % pour la moyenne mobile sur 13 mois entre 1860 à 1870. Le cours sur le marché à terme atteint 2,87 dollars le boisseau en mai 1867, contre un dollar en janvier 1860, ce qui fait monter le prix de la terre pour les céréaliers américains, même dans un comté traversé par aucune ligne de chemin de fer, puis il revient à 1,06 dollar en décembre 1870. Entre août 1860 et décembre 1862, le prix du blé à Chicago était encore inférieur à un dollar. Les années 1869 et 1870 sont marqués par la baisse, mais de juin 1866 à août 1868, les cours sont très hauts : ils dépassent 2 dollars par boisseau en juillet-août 1864, en juin 1866, puis d’octobre 1866 à juillet 1867, enfin de janvier à mai 1868.

### Du maïs américain à la boite de conserve et au wagon bétailler
Entre 1858 et 1860, l'Angleterre ne tire d'Amérique du Nord que 13,6 % de ses approvisionnements en blé et en farine, contre 43 % venant des régions limitrophes de la Baltique et de la mer Noire, 31 % de la France et 8 % de l'Égypte. Elle n'absorbe que 22 % des 400 000 tonnes de blé et de farine-équivalent en blé exportés par les États-Unis, dont un tiers passe par le Canada, plus tourné vers les États-Unis. Avec la guerre de Sécession, l'armée réclame d'énormes livraisons de porc et d'avoine mais les céréales américaines sont privées de leurs débouchés dans les États du Sud, qui bloquent la circulation sur le Mississippi. Il leur faut de nouveaux débouchés à l'étranger, via Montréal ou les canaux menant à l'Atlantique : entre 1860/1 et 1862/3, les exportations représentent près du quart des récoltes américaines, part qui reviendra à seulement 7 % à 8 % lors des mauvaises récoltes américaines de 1865.
Grains envoyés vers l'Est par les 8 États américains de l'Ouest et le Canada :
| Année                   | 1859        | 1860        | 1861         | 1862         |
| Trafic (en boisseaux)   | 44 millions | 78 millions | 119 millions | 136 millions |
| % par Buffalo et Oswego | 67 %        | 69 %        | 67 %         | 66 %         |

Les exportations de céréales par le canal Érié et New York bondissent à 1,5 million de tonnes dans les années 1860 puis seront divisées par cinq avant de culminer à 3 millions de tonnes en 1880 et 1898, avec un retour à un million entre les deux dates. En 1861, New-York acquiert un quasi-monopole quand le Mississippi ferme, mais n'a plus que deux tiers du trafic juste après la guerre de Sécession. Pour le blé, sa part de marché chutera de 81 % à 49 % au moment des grandes exportations américaines de 1880.
Part de marché new-yorkaise des expéditions américaines de céréales vers l'Europe, de 1861 à 1900 :
| Céréale | 1861 | 1900 |
| Blé     | 93 % | 34 % |
| Maïs    | 90 % | 21 % |

Au début de la guerre de Sécession, les États du Nord ont lancé la campagne de Vicksburg, contre cette ville-forteresse, perchée sur une haute falaise dominant la dernière portion du Mississippi contrôlée par les sudistes, surnommée « la Gibraltar de la Confédération ». Dès avril 1862, l'amiral nordiste David Farragut s'empare de La Nouvelle-Orléans et la campagne de Vicksburg donne lieu à 11 batailles entre le 26 décembre 1862 et le 4 juillet 1863, quand le Nord contrôle du Mississippi et fait basculer la guerre.

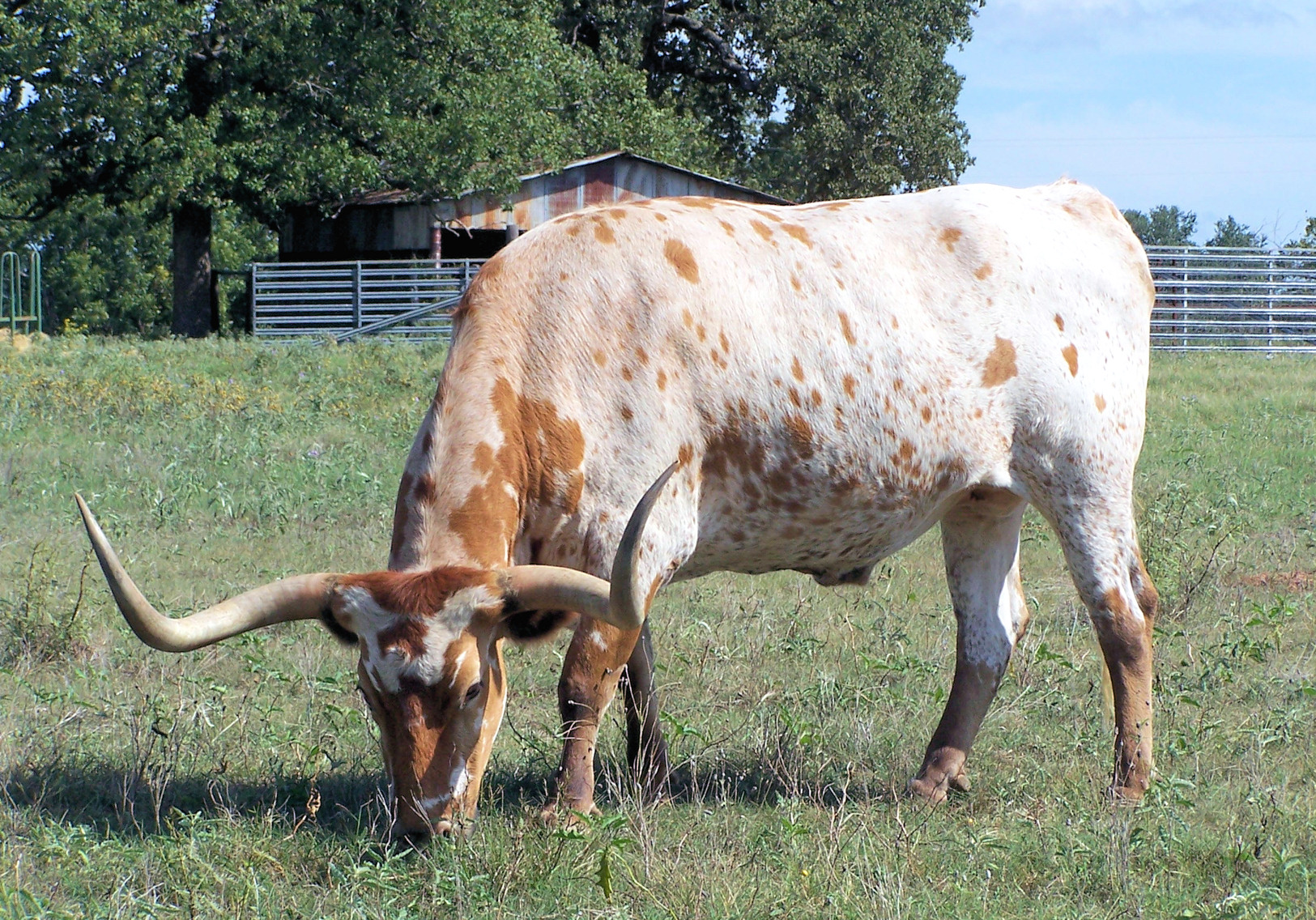
La "Texas longhorn", adaptée au climat sec du Texas et aux longs trajets vers le nord.

Les abattoirs accroissent leur capital au cours de la guerre, faisant de Chicago le grand centre de ravitaillement en viande, grâce à l'abondance du maïs aux alentours. Au sud, l'Armée sudiste se nourrit aussi de bétail, mais les cow-boys texans sont mobilisés et la terrible sècheresse de 1862-1863 décime des troupeaux livrés à eux-mêmes. La reprise du Mississippi par le Nord en 1863 coupe le dernier débouché des éleveurs texans, qui bradent leurs bêtes au Mexique. La fin du siège de Vicksburg, le 4 juillet 1863, puis la capitulation de Port Hudson (Louisiane) le 9 juillet, ont en effet donné à l'Union la maîtrise complète du Mississippi, jusqu'à la fin des hostilités, ce qui facilite le ravitaillement des troupes du Nord.
Philip Armour, qui avait créé un marché de la viande à Placerville (Californie), associé à Frederick Miles pour les approvisionnements en céréales, fonde en 1863 à Milwaukee, près de Chicago, la première usine américaine de boites de conserve de viande, associé à John Plankinton. La culture du maïs, pour nourrir le bétail, y trouve un formidable débouché. Juste à la fin de la guerre de Sécession, il gagne un à deux millions de dollars en vendant pour 40 dollars des barils de viande de porc, achetés à seulement 22 dollars. Sa fortune sera réinvestie en 1867 dans la fondation à Chicago des abattoirs Armour and Company. Entre-temps, pour lancer les abattoirs de Chicago, un consortium de neuf compagnies de chemin de fer a acheté en 1864 1,3 km2 de terrains marécageux au sud de Chicago pour 100 000 dollars. Les "Union Stock Yards" (littéralement les « parcs à bestiaux de l'union ») y sont installés, connectés aux lignes ferroviaires principales de la ville par 24 km de voies. Bientôt, il comprend 2 300 enclos pour le bétail, des hôtels, saloons, restaurants, et bureaux pour les marchands et courtiers.
Au sud, près de 3,5 à 5 millions de "Texas Longhorn" vivent en 1865 dans l'espace entre le Rio Grande et le Rio Nueces, sans trouver de débouchés. Le Kansas Pacific Railway, parti de Kansas City en septembre 1863 pour relier le premier chemin de fer transcontinental, arrive en août 1867 à Abilene (Kansas), où Joseph McCoy créé des parcs à bestiaux pour 2 000 têtes. Le 5 septembre, d'immenses troupeaux arrivent par Wagon bétailler aux abattoirs de Chicago. La première « ville de cow-boy » livre 440 200 bovins de 1867 à 1871, dont 35 000 fin 1867. Le 15 avril 1871, Wild Bill Hickok devient shérif d'Abilene (Kansas). En 20 ans, 40.000 cow-boys, par groupes de 10, vont convoyer 5,5 millions de bovins, par troupeaux de 2 000, sur 16 km par jour. Le brevet du barbelé le plus résistant, déposé le 24 novembre 1874 par Joseph Glidden, ex -shérif du comté de DeKalb (Illinois), les oblige à contourner les fermes par divers routes, de plus en plus à l'ouest, où d'autres tissent la trame de la Corn Belt. La croissance, fulgurante, repose sur l'abondance du maïs pour nourrir les bêtes en transit : les "Union Stock Yards" traitent 2 millions de têtes de bétail par an à Chicago dès 1870. Dès le 4 août 1860, le New-York Times estimait l'Amérique capable de nourrir 200 million de personnes, grâce à sa récolte de maïs (0,9 million de boisseaux, cinq fois plus que le blé), en augmentant son cheptel bovin et les élevages porcins.
En 1864, l'industrie de la viande en conserve augmente d'un tiers, menée par Cragin & Co, A. E. Kent & Co, Culbertson, Blair & Co, et Griffin Bros. Concentrée sur ce marché émergent, Chicago ne peut plus pallier les très mauvaises récoltes céréalières européennes de 1866-1867. Médiocres aussi, les récoltes américaines du Midwest sont vendues à prix d'or, au goutte-à-goutte. En conséquence, c'est la Californie qui assure la moitié des exportations américaines de blé vers l'Angleterre en 1867, grâce à la croissance des surfaces cultivées lors du « boom du blé ».

### Famine d'Orissa causée par une crise rizicole
La famine en Inde de 1866 appelée aussi « famine d'Orissa de 1866 » a touché la côte orientale de l'Inde depuis Madras, sur une zone d'une population de 47 500 000 habitants. Les fortes pluies de 1866 ont provoqué des inondations qui ont détruit la riziculture dans les régions basses. L'impact de la famine, cependant fut le plus grand à Orissa, qui était alors assez isolé du reste de l'Inde, où un tiers de la population, soit au moins 1 million de personnes, est mort en raison de la famine.
Le gouvernement indien britannique a importé quelque 10 000 tonnes de riz, mais les efforts pour acheminer la nourriture vers la province isolée ont été entravés par le mauvais temp. Lorsque certains envois ont effectivement atteint la côte d'Odisha, ils n'ont pas pu être transportés à l'intérieur des terres et la population touchée par la famine n'a été livrée qu'en septembre. L'année suivante, il a importé environ 40 000 tonnes de riz, en les payant à quatre fois le prix habituel mais seulement la moitié de ce riz a été utilisée au moment où la mousson d'été de 1867, suivie d'une récolte abondante, a mis fin à la famine en 1868.
Les leçons tirées de cette famine par les dirigeants britanniques incluaient « l'importance de développer un réseau de communication adéquat » et « la nécessité d'anticiper les catastrophes ». La famine a eu pour conséquence d'éveiller les aspirations indépendantistes chez les Indiens, critiques des effets que la domination britannique avait sur l'Inde pendant la famine d'Orissa, l'Inde a exporté plus de 200 millions de livres de riz vers la Grande-Bretagne, comme elle avait commencé à le faire lors des trois autres années précédentes.

### L'Algérie victime de la famine entre 1866 en 1868
Les années 1866-1868 sont marquées en Algérie par une série ininterrompue de catastrophes qui provoquent une mortalité considérable, quoique difficile à estimer, puis la Révolte des Mokrani, de 250 tribus. Le démographe algérien Djilali Sari, estime à 820 000 le nombre de morts liés à la « famine », sur 4,2 millions d'habitants en 1866. Entre les chiffres de l’historiographie algérienne et ceux de l’administration française, un tiers à un dixième de la population algérienne disparait. André Nouschi, historien spécialiste de l'Afrique du Nord, évalue la perte démographique nette à 25 % dans le Constantinois. Autour de Ténès, celle des Béni Ména s’élèverait à 41,5 % et celle des Béni Zentis à 58,5 %. À Tébessa elle approcherait 40 %. Sur 151 227 morts connus, 80 % ont péri dans les secteurs de Sétif et Constantine.
La complexité de la crise résulte d’un manque immédiat de récoltes, de stocks en silos limités, de l’absence de numéraire et de l’intégration asymétrique de l’agriculture vivrière et du pastoralisme traditionnel à une nouvelle économie agricole tournée vers l’exportation. La culture des céréales s'était étendue depuis une dizaine d'années. Le pastoralisme est remis en cause dès 1853. Les saphis du camp militaire d'Aïn Beida recherchent des fourrages pour leurs chevaux et demandent à la population locale d'en planter. L'année suivante, le prix flambe en raison de la pénurie causée par la guerre de Crimée. De cette époque date la mise en culture des immenses plaines des Haractas, Sellaouas et Maatlas, tribus d'éleveurs. Beaucoup vendent leurs chameaux pour labourer et semer, les prix étant attractifs. En 1857, 32 000 hectares de céréales sont cultivés dans l'Ain Beida, chiffre qui monte à 118000 en 1863. Le « Sénatus-consulte » de 1863, décliné selon les régions en mai et juin, veut « consolider radicalement la propriété arabe » par des territoires « répartis entre les différents douars de chaque tribu ». Il met fin à l'ancienne coutume de solidarité des peuples pastoraux, la maâouna, antérieure à l'islam et ses silos communautaires de réserve, protégeant les plus pauvres en cas de sècheresse ou de sauterelles.
Dès 1865 sévit une sècheresse extrême en Algérie, alors légèrement exportatrice en céréales, qui abîme les récoltes et s'aggrave en 1866 puis persiste en 1867. Le fléau sévit dans toute l'Afrique du Nord. Alphonse Daudet en témoigne en 1867 dans un de ses livres depuis le Sahel. Les criquets franchissent l'Atlas le 13 avril 1866 puis pondent. Absents de la région d'Alger depuis deux décennies ils y déferlent « sur un front de huit kilomètres », selon le livre de Villacrose. Dès juin 1866 les gouverneurs signalent un prix du blé doublé. Le tremblement de terre du 2 janvier 1867 aggrave la situation, choléra et typhus se répandent. À l'automne 1867, des affamés se mettent en marche dans toute l'Algérie. En février 1868, ils investissent la périphérie des villes et villages du Sahel.
Des contemporains critiquent la gestion de la crise. Le docteur Auguste Vital écrit dès juillet 1867 que « tuer ou plutôt laisser mourir l’armée des véritables travailleurs du sol pour ne pas discréditer l’Algérie est un étrange calcul ». L'évêque Mgr Charles Lavigerie, nommé à Alger en mai 1867, rend public le désastre en 1868, par la mobilisation de plusieurs formes de média. Des prêtres des paroisses reculées comme l’abbé Burzet le tiennent informé.
Ses prédécesseurs, Antoine-Adolphe Dupuch et Louis-Antoine-Augustin Pavy, avaient tenté de faire revivre l'église d'Afrique du Nord, mais Napoléon III a rendu aux militaires le gouvernement du territoire algérien, comme avant 1848. Les Européens n'ont plus le droit d'élire des députés ni de s'établir dans les zones rurales éloignées des chefs-lieux, administrées par les officiers. Les préfets sont subordonnés aux généraux.
Charles Lavigerie utilise des ressources cléricales efficaces car échappant à la censure. Ses envoyés donnent des entretiens dans la presse catholique nationale modérée comme Le Journal des villes et des campagnes, Le Nouvelliste, La Patrie ou dans la presse locale – Le Phare de la Loire, Les Nouvelles du Gers. Ses lettres apostoliques, lues dans les paroisses et évêchés de France, diffusées via les réseaux religieux de l’Allemagne au Canada, permettent de collecter de l’argent pour le diocèse d’Alger. Sur les 5 900 références à l’Algérie dans la presse britannique recensées entre 1865 et 1871, plus de 2 000 sont consacrées à la famine. Le prélat met en scène les orphelins de la famine, parfois envoyés comme ambassadeurs en Europe avec les Pères blancs – société missionnaire qu'il a fondée en Algérie.
Sur plusieurs points, des différences existent entre les famines irlandaise de 1847 et algérienne de 1867, que l'évêque compare, parfois à tort. La population algérienne n’a qu’un accès restreint aux territoires habités par les Européens et quand elle ne parvient pas à migrer vers le Maroc ou le sud, elle reste la plupart du temps cantonnée dans les terres rurales par des cordons sanitaires militaires. Les observateurs comparent aussi l’Algérie avec l’Inde car les famines changent de nature, passant du manque absolu de nourriture au manque relatif de pouvoir d’achat résultant de la gestion coloniale.

### La panique du blé de 1866-1867 en France et en Finlande
Les récoltes de 1867 sont meilleures que jamais en Hongrie, mais mauvaises en Europe de l'Ouest : Prusse, France, Angleterre et la famine en Finlande de 1866-1868 cause 270 000 morts en 3 ans, environ 150 000 de plus que la mortalité normale. Environ 8 % de la population finlandaise meurt de faim et jusqu'à 20 % dans les régions les plus touchées : Satakunta, Häme, l'Ostrobotnie et Carélie du Nord. L'été finlandais de 1866 est très pluvieux, l'hiver suivant très froid et le printemps 1867 en retard. Lacs et rivières restent de glace jusqu'en juin. Le gel du 3 septembre, surtout dans le nord, ravage ensuite les grains immatures. Les paysans quittent le nord et l'est de la Finlande pour mendier. Le gouvernement est lent à reconnaître la gravité de la situation, malgré des stocks faibles. La construction du chemin de fer Riihimäki – Saint-Pétersbourg est lancée d'urgence en 1867 mais le ministre des Finances Johan Vilhelm Snellman refuse d'emprunter pour importer, de peur que le nouveau mark finlandais ne soit affaibli. Il s'y résout fin 1867, quand les prix des céréales ont déjà explosé en Europe où se sont combinés la famine algérienne, l'assèchement des importations d'Amérique, la saturation des capacités russes, et surtout le défaut des Hongrois envers la France, pourtant en pleine pénurie.
Dès 1865, la récolte de blé est décevante en France, qui exporte environ 1,8 million de quintaux mais doit en importer autant pour ses farines (l'équivalent de 3 millions de quintaux de blé exportés). Environ 10 % des importations de céréales viennent d'Algérie. C'est l'année 1867 qui sera terrible : gel en juin et en juillet, sur les rives du Lac Léman, les blés ne mûrissent pas. L'hexagone est sous le choc car les stocks engrangés lors des excellentes récoltes de 1863 et 1864 sont déjà vendus et ses réseaux d'importation sont moins étendus qu'Outre Manche.
Les importations de céréales en France :
| Années             | 1863-1864 | 1864-1865 | 1865-1866 | 1866-1867 | 1867-1868 | 1868-1869 | 1869-1870 | 1870-1871 | 1871-1872 |
| Millions de francs | 27,8      | 18,7      | 32,3      | 202,5     | 466,7     | 58,8      | 185,9     | 335       | 167,5     |

L'Angleterre voit en 1867 ses importations de blé bondir de 148 %, pour ses 4 premiers fournisseurs). La Russie double ses envois, pesant autant que les trois autres, suivie par la Prusse, qui a pourtant une mauvaise récolte selon le consul français à Szczecin. La récolte américaine déçoit en cours d'année, malgré le plus haut prix du siècle (2,87 dollars en mai) et n'est sauvée que par une contribution exceptionnelle de la Californie, dont les schooners céréaliers contournent le Cap Horn. La France est incapable de suivre : elle a déjà puisé en 1866 sans ses stocks de blé pour honorer les engagements commerciaux envers l'Angleterre et doit encore lui livrer 1,23 million de quintaux de farine en 1867. La situation française est dramatique : sa récolte de blé a chuté d'un tiers en deux ans (1864-1866), puis baisse encore en 1867, et ses importations totales de céréales sont multipliées par vingt (1865-1867). En 1867, elle doit y consacrer 467 millions de francs, soit 25 fois plus que la moyenne annuelle de ses importations de Russie entre 1847 à 1856.
Les importations anglaises de blé américain et français sur 1863-1867 :
| Années                               | 1863 | 1864 | 1865 | 1866 | 1867 |
| Blé américain (millions de quintaux) | 8,7  | 7,9  | 1,2  | 0,6  | 4,1  |
| Blé français (millions de quintaux)  | 0,1  | 0,6  | 2,2  | 3,5  | 0,6  |

Le Farmer's Magazine anglais du début 1868 écrit aussi que le Danemark, fournisseur habituel des anglais, a dû donner en 1867 la priorité à « l'alimentation de populations locales affamées » et rappelle le déficit belge ou la qualité déficiente des récoltes 1865 et 1866 en Pologne et dans le Nord de l'Allemagne, qui avaient déjà asséché les stocks mondiaux.
Sur les 7 premiers mois de 1867, le blé vaut en moyenne 27 ou 28 francs le quintal, prix qui grimpe à 34,7 francs sur l'année, en raison d'un second semestre de panique. Faute de moyens financiers, la France est bien involontairement en retard sur l'évolution du marché : elle importe moins de céréales en 1867 (0,6 million de tonnes) qu'en 1868 (un million) l'année de meilleures récoltes, payant les prix extrêmes de l'hiver 1867-1868. L'Australie et l'Argentine sont encore importatrices, l'Égypte a été marginalisée, la Russie et la Prusse livrent au maximum à l'Angleterre en 1867 : il reste aux acheteurs français la Hongrie, où ils ont contribué à développer le chemin de fer avec Paul Eugène Bontoux. Le Traité de commerce de décembre 1866 avec l'Empire austro-hongrois devrait leur faciliter les choses.
Par une heureuse exception, la Hongrie, la Moravie et les terres adjacentes, affichent « une récolte tellement abondante, que le surcroît » a été « suffisant pour combler à peu près le déficit éprouvé en Occident » estime même le consul français à Szczecin.
Les importations de blé par l'Angleterre en 1867, en millions de quintaux :
| Fournisseur       | Russie | Prusse | États-Unis (total) | États-Unis (Californie) | France | Total des 4 |
| Importations 1866 | 8      | 4,4    | 0,6                | 3,5                     | 0,2    | 9           |
| Importations 1867 | 14     | 5,5    | 4,2                | 0,6                     | 2,2    | 22,3        |

La France échoue pourtant : dès l'été les récoltes hongroises sont captées par l'Allemagne du Nord et son nouveau maître, la Prusse, qui a écrasé l'Autriche-Hongrie lors de la bataille de Sadowa en juillet 1866. Prétextant un retard des Français dans l'acheminement de wagons et locomotives, les Hongrois cèdent à l'amicale pression des Prussiens. « Tout le monde a pu voir en Hongrie les agents du gouvernement prussien parcourant les stations pour relever l'État des dépôts en gares, celui des expéditions attendues, des moyens de transport disponibles » et « on y voit affluer des acheteurs allemands enlever des quantités énormes destinées au contrées de la Baltique et de la Mer du Nord », qui agissent « sous la protection » de leurs gouvernements, se plaignent les négociants français venus s'enquérir de la situation, qui adressent dès l'automne à l'ambassade de France à Vienne « des plaintes extrêmement vives » sur les difficultés « à faire parvenir leur approvisionnements », comme le révèle plus tard, une lettre de l'ambassadeur. Le rail n'est pas seul en cause : le 13 septembre, la "Donnaus Steamship", compagnie maritime hongroise, cesse ses livraisons de céréales. L'arrivée rapide de matériel roulant français de la Compagnie des chemins de fer de l'Est, bien accueilli par les Hongrois permettra de « déblayer des approvisionnements » se vante ensuite l'ambassadeur, mais trop tard. Pour les céréaliers français, trahis, la Compagnie des chemins de fer de l'État autrichien a favorisé le commerce de l'Allemagne et de la Prusse au détriment du commerce tout court.
La récolte de blé en France de 1861 à 1869 :
| Années                 | 1861 | 1862 | 1863 | 1864 | 1865 | 1866 | 1867 | 1868 | 1869 |
| Millions d'hectolitres | 75   | 99   | 116  | 111  | 95   | 85   | 83   | 117  | 108  |

Entre-temps, Napoléon III tente de se rapprocher d'Alexandre II (empereur de Russie), invité en grande pompe à l'Exposition universelle de 1867, mais c'est un échec : le tsar échappe de peu à un attentat le 6 juin au bois de Boulogne. Friedrich Ferdinand von Beust, chancelier autrichien, est invité à son tour en août et donne à Napoléon III une « entrevue de Salzbourg » amicale. Von Beust y annonce une émission obligataire hongroise, critiquée par la presse française, et peu souscrite par les épargnants. Le journaliste Eugène Forcade, dans La Semaine financière, défend les richesses naturelles de la Hongrie, mais pointe, avec diplomatie, son manque de voies de communication. Malgré les moyens importants du « bureau de presse » autrichien, la plupart des journaux voient dans cette entrevue de Salzbourg « l'aboutissement d'une longue chaîne de prévisions trompées » et estiment que l'alliance franco-autrichienne sera torpillée par les sujets allemands de l'Empire austro-hongrois. L'émission obligataire ratée devient « l'affaire des porteurs de titres autrichiens », malgré leur hausse continue à la Bourse. Conciliant, l'empereur d'Autriche François-Joseph Ier vient à son tour à Paris, en passant par Nancy les 22 et 23 octobre, où il fait des dons importants à l'Église, alors que les milieux catholiques français tirent à vue sur son chancelier protestant.
La presse française, tout juste libéralisée par le décret du 19 janvier 1867, s'en prend surtout à la « politique de Salzbourg » de Napoléon III. Elle revient sur le Compromis austro-hongrois du 8 juin 1867 qui assure le double-règne de François-Joseph et d'Élisabeth, estimant qu'il a finalement bridé la Hongrie dans ses relations avec l'Europe occidentale, ce double-règne masquant des concessions commerciales à l'Autriche et l'Allemagne. À partir d'août 1867, les éditorialistes accusent Napoléon III d'avoir donné un coup de barre précipité en faveur de Vienne, par peur de l'unité allemande. L'opinion publique française est alors anxieuse de perdre les avantages du traité de commerce franco-autrichien, en matière de céréales, et de prospérité des entreprises austro-hongroises cotées à Paris et Vienne.
Les exportations austro-hongroises de blé ont pourtant doublé en 1867, à près de 12 millions de boisseaux :
| Année                                                     | 1865         | 1866         | 1867          |
| Exportations austro-hongroises (en millions de boisseaux) | 4,9 millions | 4,7 millions | 11,7 millions |

Les rapports des préfets et magistrats témoignent d'une « crise de confiance » car « l'opinion publique, ne comprenant pas le caractère européen de la dépression, rend le gouvernement responsable de la stagnation des affaires et de la cherté des subsistances ». Le procureur de Dijon écrit ainsi à son ministre le 9 octobre que presque tous les substituts lui rapportent qu'« on dit hautement que le mystère dont l'Empereur environne ses déterminations entretien les incertitudes qui paralysent le commerce ».
Une étude détaillée de la presse française de 1866-1867 montre qu'elle avait salué la victoire à Sadowa de la Prusse en juillet 1866, mais change d'opinion, surtout après l'été 1867. La France a pourtant triomphé dans la Crise luxembourgeoise, la Prusse a cédé à l'amicale pression exercée par l'Autriche à partir du 25 avril suivie par la Russie et l'Italie et accepté l’évacuation de la forteresse du Luxembourg, figurant au traité de Londres du 11 mai 1867. À l'été, l'opinion publique française s’insurge, des activistes pro-français provoquent la garnison prussienne du Luxembourg, dont deux gros bataillons sont pourtant partis dès le 17 juin et qui a entièrement vidé les lieux le 9 septembre. Une circulaire aux diplomates français montrait dès le 15 avril une volonté d'apaisement : « L'Empereur ne veut ni inquiéter ni offenser la Prusse ». Même le député anti-prussien d'opposition Édouard Drouyn de Lhuys juge que le vote de 158 millions de francs de crédits militaires exceptionnels le 15 juillet est une maladresse coûteuse faisant « l'affaire de M. de Bismarck », qui a surtout utilisé le Luxembourg comme une monnaie d'échange, selon les historiens. Malgré un dénouement rapide début septembre, la colère de la presse et de l'opinion contre Bismarck ne retombe pas. L'Assemblée nationale a beau voter à l'unanimité le 15 novembre 1867 une motion saluant le Traité de Londres qui « a créé à notre pays une position exceptionnelle dont nous savons apprécier les avantages », le sentiment anti-prussien est à son comble. Le Farmer's Magazine anglais du début 1868 affirme que « la crainte d'une guerre entre la France et l'Allemagne a poussé à la hausse les cours du blé, de 12 shilling par Quart (unité) de tonne, depuis six semaines », tandis qu'à la Bourse de Paris, on estime que la France est à « deux doigts de la guerre avec la Prusse », à la suite de la crise du Luxembourg.
Les courriers diplomatiques secrets montrent une extrême attention française à la question, même quand l'offre de blé est redevenue abondante avec les excellentes récoltes françaises, américaines et anglaises de 1868. Pesth est le foyer d'un agiotage effréné », écrit l'ambassadeur français le 30 décembre 1868, « dans lequel l'entourage du Gouvernement est engagé de diverses manières ». « La spéculation s'y est développée de manière excessive et l'échafaudage, en grande partie artificiel, d'entreprises de toute nature que chaque matin voit éclore a rendu fort timide les intéressés, notamment ceux qui, n'apportant pas de capitaux mais riches de popularité comptent réaliser, en usant de leur influence, des bénéfices illicites. C'est là malheureusement le talon d'Achille du gouvernement hongrois », raconte la lettre du diplomate, qui précise que « des financiers sérieux vont jusqu'à prétendre » qu'il « suffirait d'une mauvaise récolte pour faire naître les plus graves perturbations ».

### Corners sur les blés de Chicago de 1866 à 1871 et loi sur les silos
En 1864, Chicago vend des céréales pour la première fois directement à Liverpool,, qui réglemente en 1865, pour la première fois, un contrat à terme Cronon 2009, p. 125, sur le blé, négocié aussi à Liverpool par les importateurs anglais, qui se préparent à la fin en 1866 du Traité de réciprocité canado-américain. Dix ans après, le quotidien Chicago Tribune estime en 1875 que les transactions ont totalisé 2 milliards de dollars, soit dix fois le commerce de céréales à ChicagoCronon 2009, p. 126. En 1885, le rapport monte à 15 à 20.
Dès 1866, le nouveau contrat est mis à l'épreuve par le jeune Benjamin P. Hutchinson, qui a fait fortune dans la chaussure, se lance dans les céréales par un « corner », consistant à monopoliser l'offre de céréales. Il se base sur des estimations assurant que la récolte sera insuffisante à la fois en Europe et aux États-Unis. La pénurie de céréales de 1866-1867 lui permet de faire doubler le prix le 4 et le 8 août 1866 par des achats massifs au comptant et à terme : il gagne une fortune. Le San Francisco Produce Exchange est alors créé le 15 septembre 1867 qui réunit rapidement près de 200 membres. Face au mécontentement des petits céréaliers, qui vendent à des prix plus bas que les autres, un comité du CBOT a enquêté en 1866 sur les factures de stockage et les juge « assez élevées », mais pas plus qu'à Buffalo. La même année le sénateur de Chicago F. A. Eastman fait voter la loi américaine de 1867 sur les silos-élévateurs à grain, qui ont encore doublé leur capacité à Chicago en dix ans : ils devront publier tous les mardis leurs niveaux de stocks du samedi précédent, par catégories détaillées, mais aussi faciliter le passage des inspecteurs du CBOT, et choisir entre deux statuts : privé, avec l'interdiction de mélanger les grains des différents clients, ou public, avec l'obligation de séparer les différents grades. Les chemins de fer n'auront plus le droit de favoriser un silo par rapport à un autre.
Les directeurs du CBOT reprennent ces demandes mais dans une version altérée. En colère, les membres exigent leur départ et créent un « comité des cent », envoyé à Springfield (Illinois) pour faire campagne en faveur de ce projet de loi, avec des articles dans le Chicago Tribune. Finalement la loi est adoptée. Furieux, les gérants de silos se vengent en faisant ajouter un article qui interdit de spéculer sur les contrats à terme alors qu'une motion votée au CBOT en octobre 1865 en avait au contraire reconnu la légitimité. Le 10 août 1867, un agent de police doit se rendre sur le parquet du CBOT avec un mandat d'arrêt contre 9 opérateurs, parmi lesquels Benjamin P. Hutchinson, qui acceptent de sortir, pour apaisement, avec le soutien des autres mais ne seront pas jugés. L'avocat qui a déposé la plainte, Daniel A. Goodrich, est critiqué et le CBOT quatre jours après une motion soutenant les prévenus. L'article de la loi interdisant le contrat à terme ne sera jamais appliqué, puis déclaré inconstitutionnel en 1905 par la Cour Suprême, lors de l'arrêt « Chicago Board of Trade v. Christie Grain & Stock Co. ».
Le prix du blé n'en grimpe pas moins à 2,85 dollars par boisseau en 1867. Et 1868 sera l'année des corners à Chicago : trois sur le blé et deux sur le maïs, selon l'historien de la ville, Alfred Theodore Andreas. La plupart visent le contre Numéro 2 sur le blé, car les fermiers cherchent à faire passer leur blé sur l'autre, le Numéro 1, d'un grade plus élevé car concernant les blés de qualité cultivés autour de Milwaukee par les immigrants allemands, ce qui crée une pénurie structurelle sur le Numéro 2. Les négociants Angus Smith et John Lyon achètent ensemble un million de boisseaux vers la fin mai 1868 Cronon 2009, p. 129. Alors que le prix à New-York dépasse normalement de 10 % celui de Chicago, le transport coûtant 40 cents, la situation s'inverse. Le blé livrable au 30 juin se vend 2,20 dollars le boisseau, 20 cents de plus qu'à New-York... Il vaut aussi 22 % de plus que contrat suivant. Cinq minutes après le fixing de 15 heures, il a déjà perdu 35 cents mais personne n'en veut. Le lendemain, la pénurie de wagons céréaliers, entretenue à fins spéculatives, a soudain disparu, tout comme celle de navires céréaliers. Le corner a paralysé les transactions sur l'autre contrat, portant le numéro 1, celui du blé de printemps de Milwaukee : personne n'accepte d'en vendre car il vaut, exceptionnellement, moins cher que le contrat numéro 2, malgré une qualité plus élevée. Finalement, ceux qui ne parvenaient pas à trouver du numéro 2 pour honorer leurs engagements ont dû acheter 250000 boisseaux de l'autre à la placeCronon 2009, p. 129.
Le corner reprend sur les échéances suivantes, puis brusquement s'effondre le mardi 22 août 1868. Le groupe de spéculateurs pensait que la nouvelle récolte était déjà vendue. En face, ceux qui tablent sur une baisse des cours, ont envoyé des agents dans les régions céréalières du nord-ouest pour acheter tout le grain possible, découvrant que les agriculteurs ont mis de côté leur blé pour le revendre sur le marché plus tard, en espérant des plus-values. Les ventes de cette période sont stupéfiantes par leur calendrier déconnecté des années précédentes. La première semaine, 71 373 boisseaux de blé sont vendus, la seconde 158 166 boisseaux, et la troisième, se terminant le 17 août, juste avant le crash des cours du blé, c'est 454 204 boisseaux, soit six fois plus que deux semaines avant. La chute du blé en 24 heures, de 1,57 dollar à 1,13 dollar le boisseau, « est en soi un commentaire suffisant sur la logique et la morale » du marché, commente le journal Evening Post.
Le prix restant supérieur à celui des autres villes, les acheteurs se détournent. Even E.V. robbins, président du CBOT, offre sa démission, refusée, mais le 13 octobre le CBOT vote une motion dénonçant la pratique du corner (finance) comme frauduleuseCronon 2009, p. 131 puis créé un panel chargé d'intervenir s'il se reproduit. La récidive est rapide lors du Grand incendie de Chicago qui anéantit six grands silos-élévateurs le 6 octobre 1871, et réduit la capacité de stockage de blé de 8 millions à 5,5 millions de boisseaux. John Lyon et Angus Smith s'allient au courtier de Chicago P.J. Diamond. Au printemps 1872, ils commencent à monopoliser l'offre de blé pour juillet : le cours grimpe à 1,16 dollar début juillet et même 1,35 à la fin du mois. Le 5 août, un autre silo brûle : les stocks diminuent de 0,3 million de boisseaux. Sur fond de rumeurs de mauvaise météo pour les récoltes européennes, le cours grimpe à 1,50 dollar le 10 août puis 1,61 dollar le 15 août, avant de retomber, sous un afflux d'offre soudain : des lampes ont été expédiées par le chemin de fer aux fermiers des Grands Lacs pour qu'ils puissent moissonner plus vite, la nuit. De plus, le circuit du blé s'inverse : alors qu'il part normalement de Chicago à Buffalo puis vers le littoral atlantique, dès août 1872 il voyage dans l'autre sens, pour être vendu aux spéculateurs, dont les anticipations et les ressources financières se révèlent inadaptées : les banquiers de Chicago refusent de leur faire crédit. Les capacités de stockage de Chicago sont rapidement reconstituées et s'élèvent à 10 millions de boisseaux, soit 2 millions de plus qu'avant l'incendie de 1871.
Entre 1868 et 1921, le professeur de finances Craig Pirrong a recensé quelque 121 corners sur les différentes céréales et marchés de la viande, et 28 sur le coton. Les sommets sont atteints par les prix du blé, en dollars par boisseau, lors des corners entre 1867, 1888 et 1898, celui de 1867 l'emportant tandis que celui de 1917, causé par la Première Guerre mondiale est hors-concours :
| Année                                                    | 1867 | 1871 | 1872 | 1881 | 1887 | 1888 | 1898 | 1902 | 1909 | 1915 | 1921 | 1922 |
| Prix du blé au sommet du corner, en dollars par boisseau | 2,85 | 1,30 | 1,61 | 1,38 | 0,80 | 2    | 1,85 | 0,95 | 1,34 | 1,15 | 1,87 | 1,47 |